# Obsession - Complesso di colpa
Obsession - Complesso di colpa (Obsession) è un film  del 1976 diretto da Brian De Palma, girato a Firenze e sceneggiato da Paul Schrader (da un soggetto scritto con lo stesso De Palma) con protagonisti Cliff Robertson, Geneviève Bujold e John Lithgow.
Il tema del doppio è esplicitamente ricalcato sui toni del capolavoro La donna che visse due volte (1958), diretto da Alfred Hitchcock. La colonna sonora composta per il film da Bernard Herrmann, che fu appunto il compositore prediletto da Hitchcock, ottenne una candidatura al Premio Oscar.
Questa colonna sonora, insieme a quella di Taxi Driver, è stata l'ultima composta da Herrmann prima di morire. Dopo la morte del compositore, De Palma avvierà un sodalizio artistico con l'italiano Pino Donaggio.

## Trama
Nel 1959, l'esistenza del miliardario Michael Courtland ha una svolta decisiva quando sua moglie Elizabeth e la sua figlioletta vengono rapite. Consigliato dalla polizia, Courtland decide di non cedere alle minacce dei sequestratori e di non accettare l'ingente richiesta di denaro, così consegna ai rapitori una valigetta piena di pezzi di carta, con un rilevatore all'interno. Scoperto il trucco, quando si trovano accerchiati dalla polizia, i rapitori scappano con la donna e la bambina e, durante l'inseguimento, l'auto su cui viaggiano madre e figlia ha un tremendo incidente ed esplode.
Assuntosi la colpa della morte di sua moglie e di sua figlia, Courtland trascorre i successivi quindici anni tormentato dai rimorsi e morbosamente ossessionato dal ricordo della moglie morta, alla memoria della quale ha fatto erigere un monumento che egli va a visitare regolarmente e che è una replica della chiesa dove lui ed Elizabeth si erano incontrati molti anni prima a Firenze (si tratta della basilica di San Miniato). Quando il suo socio Robert LaSalle lo convince ad accompagnarlo in un viaggio d'affari a Firenze, Courtland visita di nuovo la chiesa e lì incontra una giovane donna, Sandra, che è molto somigliante alla moglie scomparsa. Courtland inizia a corteggiare la ragazza e cerca di renderla perfettamente identica alla scomparsa Elizabeth.
I due si sposano ma, durante la loro prima notte di nozze, Sandra viene rapita e i responsabili lasciano un messaggio che è la replica esatta di quello lasciato dai rapitori quindici anni prima. Questa volta Courtland decide di consegnare la somma di denaro richiesta e, dovendo ritirare il necessario contante dai capitali della società, si ritrova rovinato finanziariamente e costretto a cedere la sua quota nelle attività immobiliari a LaSalle. Come nel precedente rapimento lancia la valigetta con il denaro da una barca, e si allontana.
A ritirare il riscatto è proprio Sandra che, aprendo la valigetta, scopre che è piena di pezzi di carta. Nel frattempo, esasperato dalla mancanza di notizie, Courtland si rivolge al socio LaSalle, il quale gli confessa di aver sostituito la valigetta col denaro con un'altra piena di carta straccia. Courtland, disperato, lo accusa di aver messo in pericolo la vita di Sandra con il suo comportamento, ma LaSalle gli confessa che Sandra è solo una truffatrice, e che ha già preso un aereo per Roma. Sconvolto dalla rivelazione, Courtland pugnala Lasalle a morte e corre all'aeroporto per uccidere anche Sandra.
Sull'aereo in partenza, la donna ha un flashback dal quale si apprende che lei è la figlia di Courtland, sopravvissuta perché i rapitori, che erano stati assunti da La Salle, l'avevano lasciata nella casa dove era tenuta prigioniera. Dopo averla adottata, LaSalle l'aveva convinta del fatto che suo padre non l'avesse amata abbastanza da pagare il riscatto per la liberazione sua e di sua madre. Sandra, disperata e oppressa dai rimorsi, tenta il suicidio in volo, e l'aereo viene fatto tornare indietro. Courtland, vedendola nel corridoio dell'aeroporto, corre verso di lei con in mano la pistola.
Una guardia giurata tenta di fermarlo ma Courtland lo colpisce violentemente con la valigetta contenente i soldi che LaSalle gli aveva restituito e che nella colluttazione si apre. Sandra, alla vista dei soldi che volano via, capisce che suo padre ha pagato il riscatto, anche quello che "non aveva pagato" quando lei era stata rapita con sua madre. Felice, gli corre incontro, senza sapere che lui vuole ucciderla, ma quando Courtland se la trova fra le braccia non riesce ad usare la pistola, ed è allora che si accorge per la prima volta che Sandra è sua figlia.